# استمثال متعدد الأسراب
الاستمثال متعدد الأسراب أو التحسين متعدد الأسراب أحد أشكال استمثال عناصر السرب استنادًا إلى استخدام سُرَيب متعدد بدلاً من سرب واحد (قياسي). النهج العام في استمثال الأسراب المتعددة هو أن كل سُرَيب يركز على منطقة معينة بينما تقرر طريقة التنويع المحددة مكان وزمان إطلاق السُرَيبات. جُهز إطار العمل متعدد الأسراب خصوصًا لتحسين المشكلات متعددة الوسائط، حيث توجد حلول مثالية متعددة (محلية).